# 古兰经智慧
古兰经智慧是巴基斯坦伊斯兰学者穆夫蒂·穆罕默德·沙菲（英語：Mufti Muhammad Shafi）用乌尔都语撰写的八卷古兰经塔夫西尔（释经）。